# Josh Trank
Joshua Benjamin Trank, detto Josh (Los Angeles, 19 febbraio 1984), è un regista e sceneggiatore statunitense.

## Carriera
Figlio del documentarista e produttore Richard Trank, Josh Trank comincia la sua carriera nel 2007 lavorando come regista, montatore e sceneggiatore della serie televisiva The Kill Point per il canale Spike.
Nel 2009 ha lavorato al montaggio del film indipendente Big Fan, in cui ha anche una piccola parte.
Nel 2011 ha diretto il suo primo lungometraggio, Chronicle. La pellicola è una co-produzione tra Stati Uniti e Regno Unito, realizzata con un budget ridotto che si aggira attorno ai 15 milioni di dollari. Per la realizzazione di tale pellicola è da notare la libera ispirazione del regista al manga e anime Akira ed al romanzo e film Carrie, i cui temi toccati sono trattati nel film stesso. Il film, nato da una idea dello stesso Trank, è stato un successo sia di critica e che di pubblico con più di 120 milioni di dollari di incassi in tutto il mondo. Con l'uscita di Chronicle Trank è diventato uno dei più giovani registi ad avere un film al primo posto del box-office americano al pari di registi del calibro di Steven Spielberg (28 anni con Lo squalo) e James Cameron (30 anni con Terminator).
L'11 luglio 2012 viene scelto come regista di Fantastic 4 - I Fantastici Quattro, previsto per settembre 2015 con protagonisti Miles Teller, Kate Mara, Michael B. Jordan, Jamie Bell e Toby Kebbell. Trank per dirigere questo film ha citato come ispirazione personale David Cronenberg affermando che il look del film sarebbe stato ispirato a Scanners e La mosca.
Nel maggio del 2012 Sony Pictures aveva annunciato che sarebbe stato Trank a dirigere l'adattamento cinematografico del famoso videogioco Shadow of the Colossus. Nel settembre del 2014 però Trank abbandona il progetto venendo sostituito da Andy Muschietti, regista del film La madre.
Il 4 giugno 2014 è stato annunciato che Trank avrebbe diretto uno degli spin-off della saga di Star Wars, ruolo che però abbandonerà il 1 maggio 2015 per divergenze creative con la casa di produzione e il team degli sceneggiatori.

## Filmografia

### Regista e sceneggiatore

#### Cinema
- Chronicle (2012)
- Fantastic 4 - I Fantastici Quattro (The Fantastic Four) (2015)
- Capone (2020)

### Montatore

#### Cinema
- Big Fan (2009)
- Capone (2020)